# Ристо Ковачић
Христифор Ковачић - Ристо (Рисан, 22. мај 1845 — Рисан 22. април 1909) је био професор славистике у Риму.

## Биографија
Рођен је у Рисну 1845. године, у породици која води порекло из Херцеговине (крсна слава је Св. Јован). Након школовања у Котору, Дубровнику и Задру, неко време је радио као учитељ, а затим студирао филозофију у Загребу и Бечу. Потом је радио као гимназијски професор да би од 1883. прешао у Рим. Ту је дуго, до своје смрти, предавао на тамошњем Филозофском факултету славистику.
Познато је да је предавао у Српској морепловској закладној школи
Бошковић – Ђуровић – Лакетићке у Србини крај Херцег Новога и то у два наврата: 
од 2. новембра 1867. до 31. августа 1871, и други пут од 1. марта 1880. до 21. септембра 1881.
Бавио се истраживањем живота Срба на подручју јужне Италије, у покрајини Молизе. Када их је он посетио 1884. имали су још у великој мери сачувану своју националну свест и идентитет. Своја запажања објавио је у тексту „Српске насеобине у јужној Италији“ у Гласнику Српског ученог друштва, књ. 62, Београд 1885, pp. 273–340.
Био је члан Српског ученог друштва а затим почасни члан Српске краљевске академије.
Умро је 1909. године.